# 儀衛司
儀衛司是元明兩代護衛皇室的機構。元代儀衞司，設指揮二員，從四品；副二員，從五品；知事一員，從八品。元至正十三年六月丙申朔丙辰，詔皇太子位下立儀衞司， 設指揮二員，給二珠金牌，副指揮二員，一珠金牌。明洪武三年置儀衞司，掌侍衞儀仗。
明代共設儀衞司三十三：
- 山東都司：魯府儀衞司　德府儀衞司　涇府儀衞司　衡府儀衞司。
- 陝西都司：秦府儀衞司　慶府儀衞司　肅府儀衞司　韓府儀衞司。
- 四川都司：蜀府儀衞司　壽府儀衞司。
- 廣西都司：靖江府儀衞司。
- 河南都司：周府儀衞司　唐府儀衞司　伊府儀衞司　趙府儀衞司　鄭府儀衞司　崇府儀衞司　徽府儀衞司。
- 湖廣都司：楚府儀衞司　荊府儀衞司　雍府儀衞司　榮府儀衞司　岷府儀衞司　吉府儀衞司。
- 湖廣行都司：遼府儀衞司　襄府儀衞司　興府儀衞司。
- 江西都司：寧府儀衞司　淮府儀衞司　益府儀衞司。
- 山西都司：晉府儀衞司　瀋府儀衞司　代府儀衞司